# Alcide De Gasperi
Alcide De Gasperi (Pieve Tesino, 3 de abril de 1881 – Borgo Valsugana, 19 de agosto de 1954) foi um político democrata-cristão italiano. Ocupou os cargos de presidente e primeiro-ministro da Itália. Juntamente com Konrad Adenauer, Robert Schuman e Jean Monnet é considerado como um dos "pais da Europa".[carece de fontes?]
Alcide De Gasperi nasceu na atual província de Trento, então Tirol de língua italiana pertencente ao Império Austro-húngaro. Foi parlamentar em Viena durante a juventude e sempre esteve ligado à Igreja Católica. Hostil aos fascistas, é preso em 1927 e condenado a quatro anos de prisão, mas passados dezasseis meses foi libertado graças à intercessão do Papa Pio XI. Ativo na resistência durante a Segunda Guerra Mundial, fundou o partido da Democracia Cristã.
Ocupando o cargo de primeiro-ministro de 1945 a 1953, implantou uma reforma agrária para o sul e centro da Itália. Na política externa, procurou aproximar-se dos países ocidentais e assinou o Tratado do Atlântico Norte (OTAN/NATO). Contribuiu, deste modo, para a reconstrução material e moral do seu país no pós-guerra.
Declarado Servo de Deus, está em curso o seu processo de beatificação pela Igreja Católica.